# John Wall Callcott
John Wall Callcott (ur. 20 listopada 1766 w Kensington, zm. 15 maja 1821 w Bristolu) – brytyjski kompozytor i organista.

## Życiorys
Podstawy edukacji muzycznej odebrał w Kensington u miejscowego organisty, Henry’ego Whitneya. Następnie był uczniem Samuela Arnolda i Benjamina Cooke’a. Początkowo występował jako oboista na koncertach Academy of Ancient Music w Londynie, w 1783 roku został asystentem organisty w Bloomsbury. W 1785 roku za Ode to Fancy Uniwersytet Oksfordzki przyznał mu bakalaureat z muzyki. W tym samym roku zdobył trzy medale w konkursie londyńskiego Catch Club. Był współzałożycielem powołanego w 1787 roku Glee Club. W 1791 roku, podczas wizyty Josepha Haydna w Londynie, pobierał u niego lekcje i napisał symfonię w stylu austriackiego kompozytora. W 1800 roku otrzymał w Oksfordzie tytuł doktora za kantatę Propter Sion non tacebo. Pracował nad słownikiem muzycznym, którego jednak nigdy nie ukończył. W 1807 roku został następcą Willliama Crotcha na stanowisku wykładowcy Royal Institution. Po 1807 roku przeszedł załamanie nerwowe, które wykluczyło go z dalszej pracy. Powrócił do niej na krótki podczas remisji choroby w latach 1812–1816.
Zasłynął jako twórca pieśni typu glees, odznaczających się prostą fakturą i wyrazistą melodyką, które zdobyły sobie popularność w muzykowaniu domowym. W niektórych z tych utworów dodawał akompaniament fortepianowy, eksperymentował także z różnymi obsadami. Jego kompozycje w większości wydał pośmiertnie zięć, William Horsley. Napisał prace Explanation of the Notes, Marks, Words &c. Used in Music (Londyn 1793) oraz A Musical Grammar (Londyn 1806).